# 夢はひそかに
「夢はひそかに」（ゆめはひそかに、原題：A Dream Is A Wish Your Heart Makes）はマーク・デイヴィッド、ジェリー・リヴィングストン、アル・ホフマン作詞、作曲の1950年に発表された歌。

## 曲の来歴
1950年のウォルト・ディズニー・プロダクション制作の映画『シンデレラ』の主題歌として様々な所で使われている。まず朝起きたシンデレラが動物のお友達に自分が幸せになった時のことを思って歌っている。このシーンはシンデレラを演じたアイリーン・ウッズが歌っている。後、シンデレラが継母たちに大意地悪され枯れた噴水の前で大泣きするシーンとエンディング場面で使用された。このシーンではザ・ジャド・コンロン・コーラスが悲しみのバージョンと幸福のバージョンと分けて歌っている。
2017年10月25日発売のトリビュートアルバム『Thank You Disney』で本曲のアレンジをAKB48の柏木由紀によって歌われている。歌詞は英語。

## 日本語版
1970年にキングレコードのディズニーランド・レコードレーベルから発売されたLP『シンデレラ』（品番：SKK(D・H)2003）では夢虹二の訳詞で歌われた。
さざなみけんじの訳詞で安倍なつみ（アルバム『光へ -classical & crossover-』収録）などが、片桐和子の訳詞で藤井フミヤ（シングル「Go the Distance」収録）などがカバーしている。
2015年公開の実写映画『シンデレラ』（ウォルト・ディズニー・プロダクション制作、日本公開は4月25日予定）のエンドソングとして使われる。日本語版は、同作でシンデレラの吹き替えを担当する高畑充希と、王子の吹き替えを担当する城田優によるデュエットにて歌われている。訳詞は麻衣。世界で公開される同作のエンドソングで、デュエット版となるのは日本のみ。2015年3月25日より、iTunes等で配信が始まった。

## ディズニー・クルーズ・ライン
ディズニー・クルーズ・ラインの周遊船のうちディズニー・マジックとディズニー・ワンダーは『夢はひそかに』を鳴らすエアホーンを装備している。